# Aydius
Aydius település Franciaországban, Pyrénées-Atlantiques megyében. Lakosainak száma 103 fő (2022. január 1.). Aydius Bedous, Accous, Bielle, Gère-Bélesten, Laruns és Sarrance községekkel határos.

## Népesség
A település népességének változása:
| Lakosok száma | 103  | 111  | 113  | 114  | 111  | 109  | 106  | 104  | 103  |
|               | 2013 | 2015 | 2016 | 2017 | 2018 | 2019 | 2020 | 2021 | 2022 |